# Diaphorus amicus
Diaphorus amicus är en tvåvingeart som beskrevs av Octave Parent 1931. Diaphorus amicus ingår i släktet Diaphorus och familjen styltflugor. Inga underarter finns listade i Catalogue of Life.